# Free Fall (Nomy)
Free Fall è l'ottavo album del cantautore svedese Nomy pubblicato il 6 giugno 2013.

## Tracce
1. Freakshow Part 1 (Acoustic) – 3:40
2. Freakshow Part 3 – 4:25
3. Free Fall – 4:55
4. EssenMeier – 2:55
5. Never Alone – 4:41
6. Breathe with Me – 3:45
7. Footprints – 4:25
8. Put Him Out – 3:50
9. The Killers – 4:30
10. Lights Are Going Out – 3:35
11. This Is Not a Love Song – 3:00

Durata totale: 43:41